# Paurosceles geminipunta
Paurosceles geminipunta är en fjärilsart som beskrevs av Turner 1945. Paurosceles geminipunta ingår i släktet Paurosceles och familjen nattflyn. Inga underarter finns listade i Catalogue of Life.